# Cercocarpus rzedowskii
Cercocarpus rzedowskii là loài thực vật có hoa trong họ Hoa hồng. Loài này được Henrickson mô tả khoa học đầu tiên năm 1987.